# Pseudalsophis dorsalis
Pseudalsophis dorsalis là một loài rắn trong họ Rắn nước. Loài này được Steindachner mô tả khoa học đầu tiên năm 1876.